# كودي ووكر
كودي ووكر (بالإنجليزية: Cody Walker)‏ (و. 1988 – م) هو ممثل من الولايات المتحدة الأمريكية . ولد في مقاطعة لوس أنجلوس (كاليفورنيا) .

## روابط خارجية
- كودي ووكر على موقع IMDb (الإنجليزية)
- كودي ووكر على موقع روتن توميتوز (الإنجليزية)
- كودي ووكر على موقع ألو سيني (الفرنسية)
- كودي ووكر على موقع قاعدة بيانات الفيلم (الإنجليزية)
- كودي ووكر على موقع كينوبويسك (الروسية)